# Yālānchī
Yālānchī (persiska: یالانچی) är en ort i Iran.   Den ligger i provinsen Nordkhorasan, i den nordöstra delen av landet, 600 km öster om huvudstaden Teheran. Yālānchī ligger 762 meter över havet och antalet invånare är 212.
Terrängen runt Yālānchī är huvudsakligen kuperad, men åt sydväst är den platt. Runt Yālānchī är det ganska glesbefolkat, med 27 invånare per kvadratkilometer. Närmaste större samhälle är Qaşr-e Qajar, 16,2 km söder om Yālānchī. Omgivningarna runt Yālānchī är i huvudsak ett öppet busklandskap.